# VFA-22
Lo Strike Fighter Squadron 22 (VFA-22), noto anche come "Fighting Redcocks", è uno squadrone di caccia munito dei Boeing F/A-18F Super Hornet della Marina degli Stati Uniti di stanza presso la Naval Air Station Lemoore, California. Il loro codice di coda è NA e il loro nominativo radio si alterna tra "Beef" e "Beef Eater".

## Storia

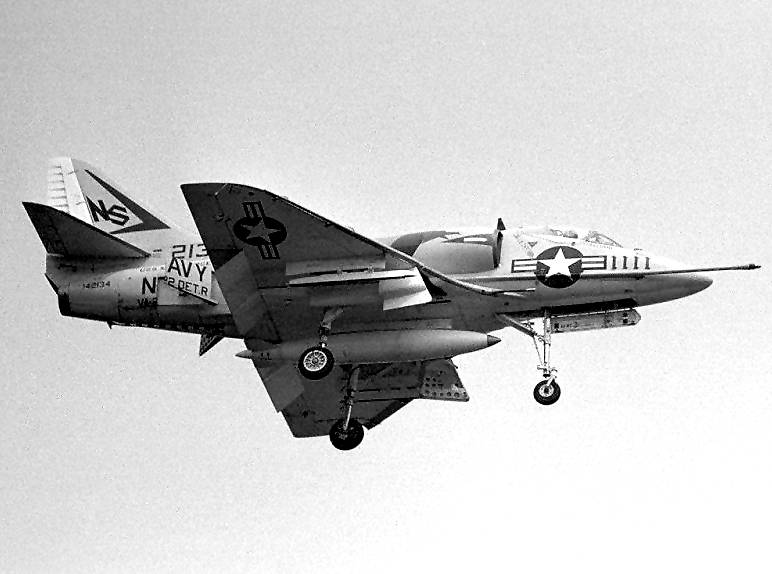
Un A-4B del VA-22 proveniente dalla USS Kearsarge nel 1963

Lo Strike Fighter Squadron 22 è stato originariamente istituito come Fighter Squadron 63 (VF-63) presso la Naval Air Station di Norfolk, in Virginia, il 28 luglio 1948, lo squadrone venne ri-designato come Attack Squadron 63 (VA-63) nel marzo 1956, ribattezzato come Attack Squadron 22 (VA-22) il 1º luglio 1959 e ribattezzato Strike Fighter Squadron 22 (VFA-22) il 4 maggio 1990.
I piloti dello squadrone hanno pilotato dal 1948 i seguenti aerei:
- F8F Bearcat
- F4U Corsair
- F9F Panther
- F9 Cougar
- FJ-4 Fury
- A-4 Skyhawk
- A-7 Corsair II
- F/A-18C Hornet.

Oggi, i 220 uomini e donne arruolati e i 40 ufficiali del VFA-22 hanno sede a NAS Lemoore, in California, e hanno completato la transizione dall'F / A-18E Super Hornet monoposto all'F / A-18F Super biposto Calabrone.
Nel corso degli anni, lo squadrone ha completato tre schieramenti di combattimento durante la guerra di Corea e sei schieramenti di combattimento durante la guerra del Vietnam, dove ha partecipato all'Operazione Pocket Money.

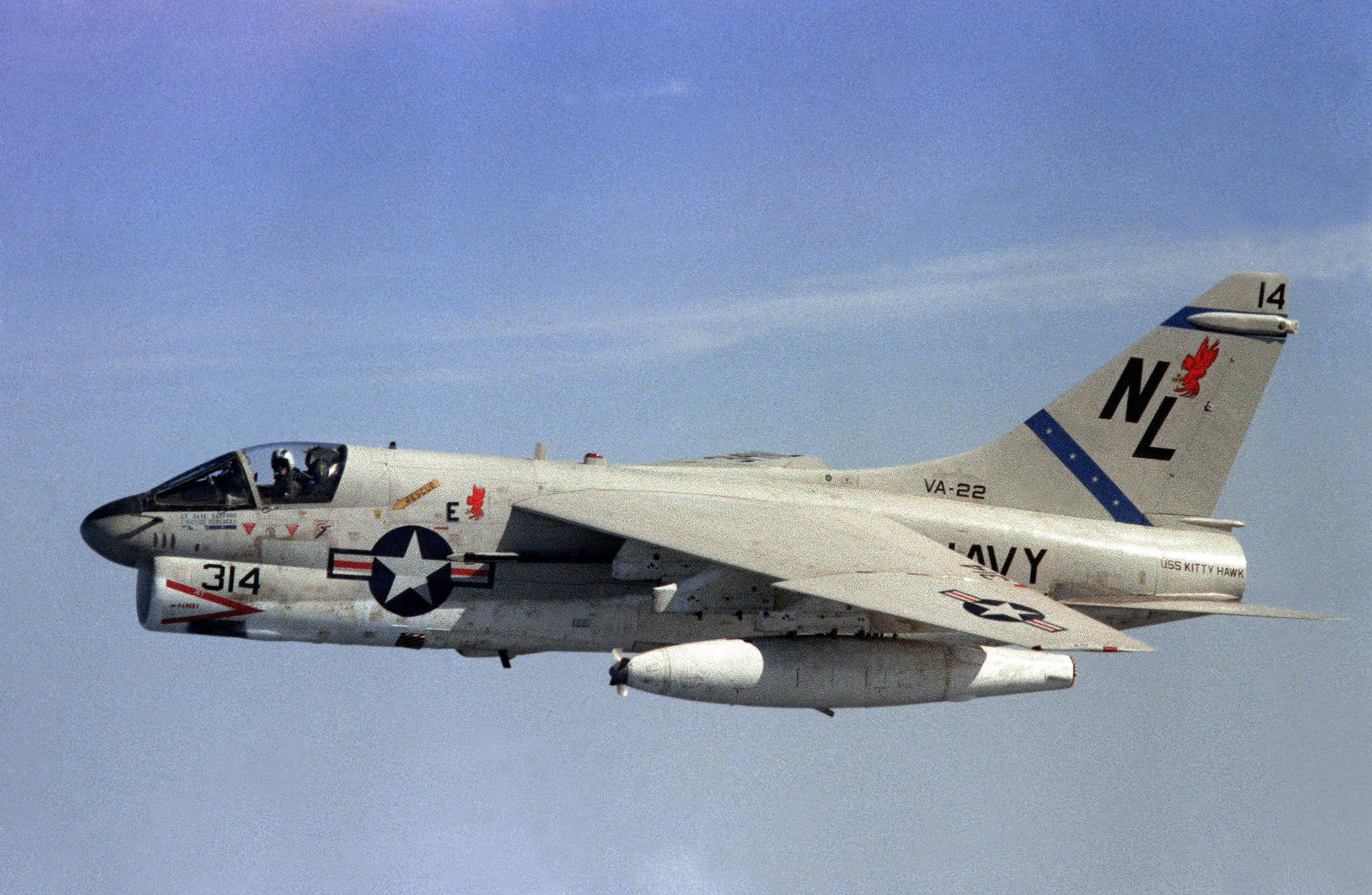
Un A-7 Corsair II del VA-22 imbarcato sulla USS Kitty Hawk nel 1981

### Anni ottanta
Alla fine degli anni '70 e all'inizio degli anni '80, il VA-22 si imbarcò con Carrier Air Wing 15 a bordo della USS Kitty Hawk e si schierò nel Pacifico occidentale e nell'Oceano Indiano. Lo squadrone ha vinto consecutivamente i premi Battle E durante i cicli competitivi 80 e 81 ed è stato lo squadrone di lancio della costa occidentale degli A7E montati su FLIR. Il VA-22 nel 1988 era schierato a bordo della USS Enterprise, mentre si trovava nel Golfo Persico, alcuni aerei dello squadrone parteciparono all'affondamento della fregata iraniana Sahand che lanciò missili contro due A-6 Intruder americani.

### Anni novanta
Nel 1993, lo squadrone si schierò a bordo della USS Abraham Lincoln nel Golfo Persico e partecipò all'Operazione Southern Watch, rafforzando la no-fly zone meridionale delle Nazioni Unite sull'Iraq. Prima di tornare a casa, lo squadrone si diresse verso la costa della Somalia e ha fornito supporto aereo durante l'Operazione Continue Hope. Nel maggio del 1990 il VA-22 diventò ufficialmente lo Strike Fighter Squadron 22 (VFA-22).
Nel dicembre 1998, il VFA-22 guidò l'unico attacco aereo eseguito dal Carrier Air Wing 11 nell'Operazione Desert Fox.

### Anni duemila

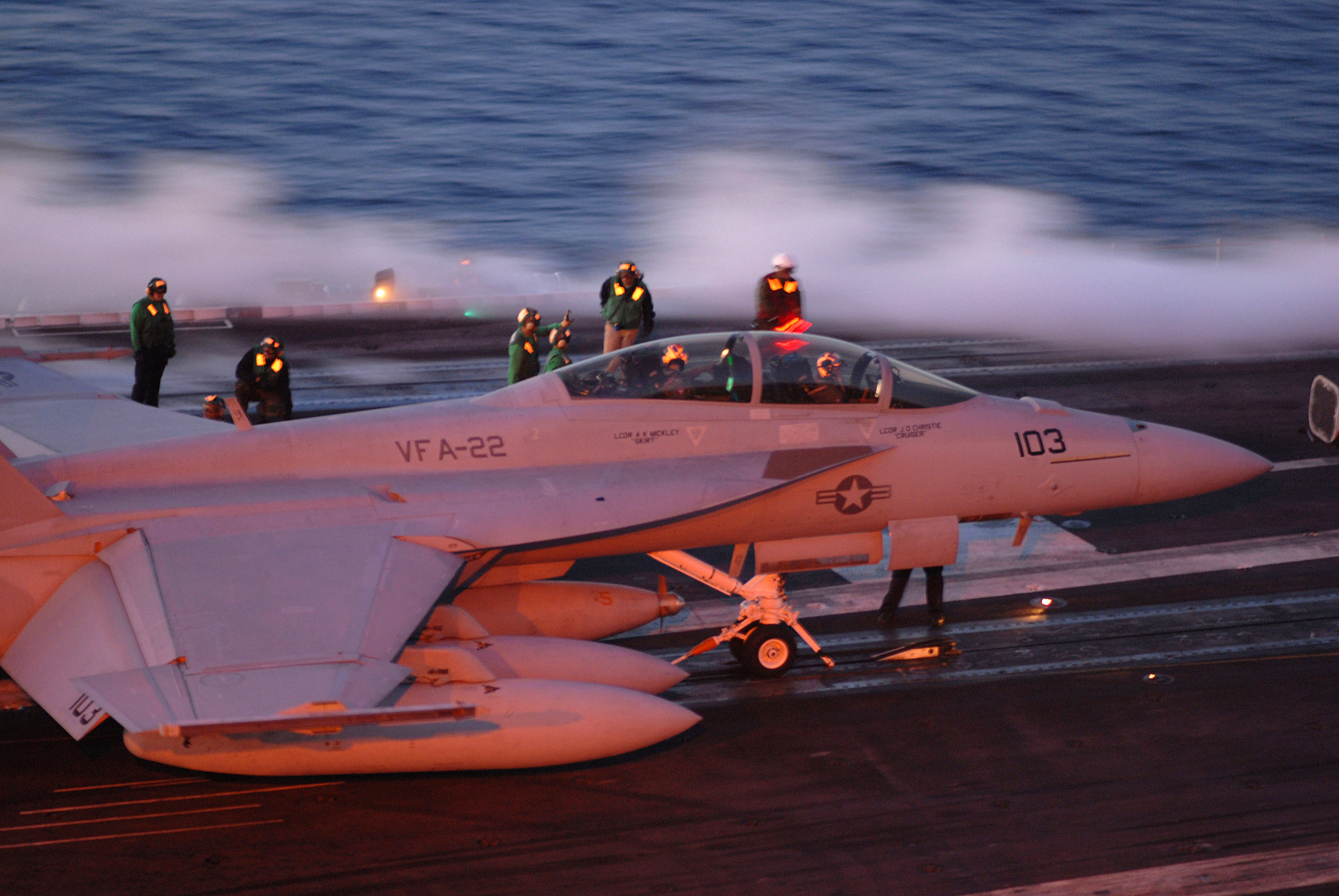
Un F/A-18F si prepara al lancio dalla USS Ronald Reagan nel 2007

Nell'ottobre 2001, il VFA-22 operante dalla USS Carl Vinson ha eseguito attacchi contro i talebani e le forze di Al Qaeda in Afghanistan a sostegno dell'operazione Enduring Freedom. Nel 2003, lo squadrone si è schierato con Carrier Air Wing 9 per un esteso spiegamento di otto mesi nel Pacifico occidentale a sostegno della guerra globale al terrorismo. Nel luglio 2004, il VFA-22 è passato all'F/A-18E Super Hornets e nel gennaio 2006 è stato schierato con Carrier Air Wing 14 a bordo della USS Ronald Reagan per sei mesi a ancora sostegno della guerra globale al terrorismo. 
Il 28 maggio 2009, lo Strike Fighter Squadron 22 e il Carrier Air Wing 14 si sono uniti con la USS Ronald Reagan per uno schieramento nella 7a e 5a area di responsabilità della flotta.

### Anni duemiladieci
Nel 2010, lo squadrone si è trasferito dal Carrier Air Wing Fourteen al Carrier Air Wing Seventeen con il codice di coda CVW-17 "AA", e ora è assegnato alla USS  Nimitz.

## Galleria d'immagini

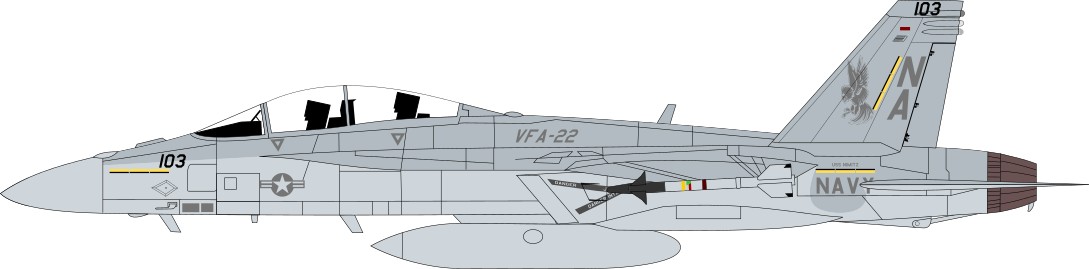
Profilo di un F-18 Super Hornet del VFA-22 (NA)